# Rausu
Rausu (羅臼町?) è una cittadina giapponese della prefettura di Hokkaidō.